# 암드 (영화)
《암드》(Armed)는 미국에서 제작된 마리오 밴 피블스 감독의 2018년 액션, 스릴러 영화이다. 마리오 밴 피블스 등이 주연으로 출연하였고 저스틴 네스빗 등이 제작에 참여하였다. 영화 제작 중 작업 표제는 If였다.

## 출연

### 주연
- 마리오 밴 피블스

### 조연
- 윌리암 피츠너
- 라이언 구즈먼
- 컬럼버스 숏
- 젬마 달렌더
- 샤키라 바레라
- 라즈 알론소

## 기타
- 제작총괄: 드후안 F. 폭스
- 라인프로듀서: 킴벌리 오글트리
- 사운드슈퍼바이저: 벤 자라이
- 미술: 페르난도 발데스
- 시각효과: 안소니 J. 리케르트-엡스타인
- 배역: 조라 드호터

## 개봉
이 영화는 2018년 9월 14일 개봉되었다. 미국 배급은 GVN 릴리싱이 맡았고, 미국 외 지역의 배급은 한니발 픽처스가 맡았다.